# Нуссбаум, Марта
Марта Крэйвен Нуссбаум (Martha Craven Nussbaum; род. 6 мая 1947 года, Нью-Йорк) — американский философ, специалист по античной философии; публичный интеллектуал. Заслуженный именной сервис-профессор Чикагского университета, член Американского философского общества (1995), член-корреспондент Британской академии (2008).

## Биография
Родилась в семье юриста Джорджа Крэйвена и дизайнера интерьера Бетти Уоррен.
Окончила Нью-Йоркский университет (бакалавр искусств, 1969). В 1972 году окончила магистратуру Гарвардского университета, в 1975 году там же стала доктором философии. По собственным словам, являлась объектом сексуального домогательства со стороны своего научного руководителя.
Преподавала в Гарвардском (конец 1970-х — 1982), затем в Брауновском (до середины 1990-х) университетах. Также преподавала в Оксфорде. В 1986-93 гг. научный советник World Institute for Development Economics Research.
Книга «Уязвимость доброты» (англ. The Fragility of Goodness), изданная в 1986 году и посвященная этике античной Греции, сделала её известной среди специалистов в области гуманитарных наук.
Ныне она автор более 20 книг и редактор ещё 21.
Совместно с индийским экономистом Амартия Сеном и группой исследователей в 2003 году Марта стала основателем Общества человеческого развития и способностей (англ. Human Development and Capability Association). Внесла вклад в развитие основанного Сеном подхода, получившего наименование Capability approach и инспирировавшего в своё время появление индекса развития человеческого потенциала (с 2013 — индекса человеческого развития).
Ныне — именной заслуженный сервис-профессор (Ernst Freund Distinguished Service Professor) права и этики Чикагского университета.
Член Американской академии искусств и наук (1988).

### Личная жизнь
В сознательном возрасте обратилась в иудаизм. К обращению в реформистский иудаизм её подтолкнуло замужество.
С 1969 по 1987 год была замужем за лингвистом Аланом Нуссбаумом. В 1972 у них родилась дочь Рэйчел (умерла в 2019 году от инфекционного заболевания после перенесенной операции).
Состояла в романтической связи с Амартия Сеном, была помолвлена с К. Санстейном.
Марта Нуссбаум стала первой женщиной-членом престижного академического Гарвардского общества (Harvard Society of Fellows).

## Награды и отличия
Не раз включалась в число ста ведущих интеллектуалов мира по версии журналов Foreign Policy и Prospect Magazine (2005, 2008, 2009, 2010).
- Brandeis Creative Arts Award in Non-Fiction (1990)[3]
- PEN/Diamonstein-Spielvogel Award for the Art of the Essay[англ.] (1991)
- Мессенджеровские лекции (1994)
- Ness Book Award, Association of American Colleges and Universities (1998)
- Grawemeyer Award[англ.] in Education (2002)
- Henry M. Phillips Prize in Jurisprudence Американского философского общества (2009)[12]
- A.SK Social Science Award (2009)
- Sidney Hook Memorial Award (2012)
- премия принца Астурийского (2012)[13]
- Nonino Prize (2015)
- Inamori Ethics Prize, Кейсовский университет Западного резервного района (2015)
- Премия Киото (2016)[14]
- Don M. Randel Award for Humanistic Studies Американской академии искусств и наук (2017)[15]
- Jefferson Lecture[англ.] (2017)
- Berggruen Prize[англ.] (2018)[7]
- Премия Хольберга (2021)
- Премия Бальцана (2022)
- Award for Excellence in Graduate Teaching Чикагского университета[7]

Удостоилась 60 почётных степеней.

## Произведения

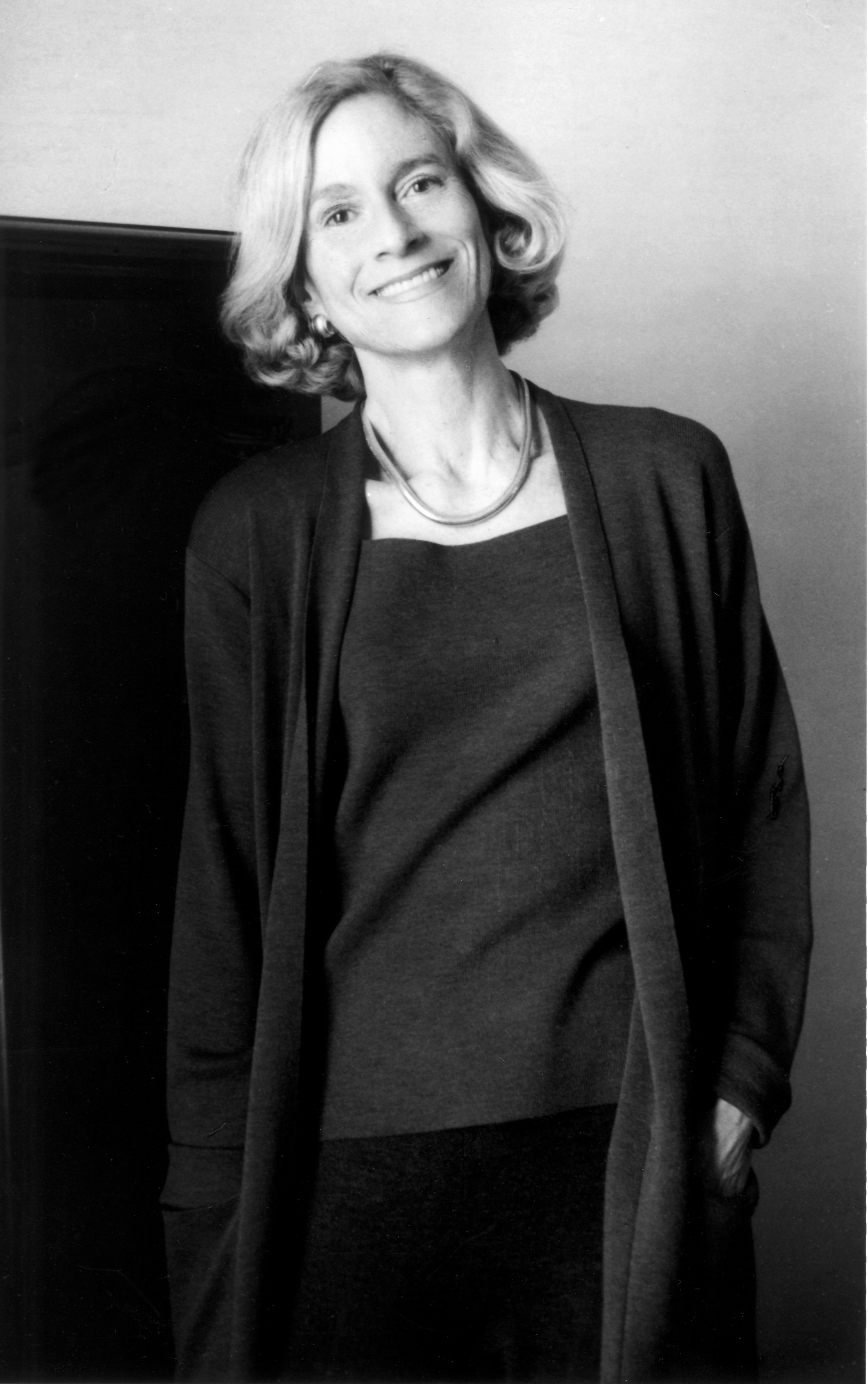
Марта Нуссбаум в 2008 г.

- The Fragility of Goodness: Luck and Ethics in Greek Tragedy and Philosophy. University of Chicago Press, 1986.
- The Quality of Life, 1993 (в соавторстве с Амартия Сеном).
- Therapy of Desire, 1994.
- Poetic Justice, 1996.
- Cultivating Humanity. A Classical Defense of Reform in Liberal Education. Harvard University Press, 1997 (премия Гроуемейера[англ.] за вклад в образование, 2002[16])
- Sex and Social Justice, 1998.
- Upheavals of Thought: The Intelligence of Emotions, 2001.
- Hiding From Humanity: Disgust, Shame, and the Law, 2004.
- Frontiers of Justice: Disability, Nationality, Species Membership, 2006.
- Liberty of Conscience: In Defense of America’s Tradition of Religious Equality, 2008.
- Not for Profit: Why Democracy Needs the Humanities (2010)
- Creating Capabilities: The Human Development Approach, 2011.
- The New Religious Intolerance: Overcoming the Politics of Fear in an Anxious Age (2012)
- Monarchy of Fear (2018)

Публикации на русском языке
- Патриотизм и космополитизм Архивная копия от 23 июля 2012 на Wayback Machine // Логос, 2006, № 2.
- Не ради прибыли: зачем демократии нужны гуманитарные науки Архивная копия от 12 мая 2021 на Wayback Machine — М.: Изд. дом Высшей школы экономики, 2014.
- Профессор пародии Архивная копия от 27 октября 2020 на Wayback Machine
- Нуссбаум М. Политические эмоции / пер. с англ. С. Порфирьевой. — М.: Новое литературное обозрение, 2023. — 632 с. — (Библиотека журнала «Неприкосновенный запас»). — ISBN 978-5-4448-1923-4.